# Földreformok Magyarországon
A földreform, azaz a földbirtokviszonyok jogszabállyal, törvénnyel való megváltoztatása Magyarországon a 20. században többször is napirenden volt, mivel a földkérdés a század első felében és különösen a két világháború közt Magyarország egyik legégetőbb problémájává vált.

## Az első világháború után
A két világháború között több agrárkiigazítást hajtottak végre, az átfogó reform azonban elmaradt.
Az első világháború után Teleki Pál gróf kormánya 200 000 parasztnak adott földet, de átgondolatlanul, és a tőkével és szerszámokkal alig rendelkező parasztok közül nagyon sokan a föld eladására kényszerültek. Komolyabb kísérlet volt az 1924-es úgynevezett "földreform-novella", amely a Kisgazda Párt földreformja volt:
Az 1930-as évek elején Eckhardt Tibor ellenzéki Kisgazdapártja 3 millió hold felosztását javasolta, méltányos kárpótlással a kisajátítandó földek tulajdonosainak. Serédi Jusztinián hercegprímás a Felsőházban felajánlotta, hogy szétosztják a 850 ezer holdat kitevő katolikus egyházi birtokok nagy részét, ha az arisztokrácia és más nagybirtokosok is így tesznek. (Minderre nem került sor.)
A harmincas évek közepétől Keresztes-Fischer Ferenc belügyminiszter telket juttatott a földnélkülieknek az ún. ONCSA-akció keretében, de ez is csak felületi kezelése volt problémának.

## A második világháború alatt
A háború közeledtével a szociális feszültségek kezelése fontosabbá vált. Teleki Pál kormánya már 1940-ben kidolgozott egy földreform javaslatot, ennek bevezetését azonban a háború kitörése miatt elhalasztották. Ez 250 hektárban állapította meg a földbirtok felső határát.
A Kállay-kormány továbblépett, a javasolt felosztás körébe bevonták volna az egyházi, községi és állami birtokokat is és így az ország teljes szántóterületének 90%-a 50 hektárnál kisebb birtokokból állt volna.
Még a háború alatt még ennél is jelentősebb birtokaprózásról szóló javaslatot dolgozott ki a Független Kisgazdapárt, a Magyarországi Szociáldemokrata Párt és a Nemzeti Parasztpárt.
A kommunisták által előterjesztett és kivitelezett reform minden korábbi javaslattevőt meghökkentett radikalizmusával, mert olyan mértékben aprózta fel a földet, ami már a későbbi szövetkezetesítési politikát vetítette előre. Annak ellenére, hogy az elaprózott földeken a termelés nem volt hatékony, és termelőeszközökkel sem igazán rendelkeztek az új földtulajdonosok, a parasztok leginkább csak kényszer hatására voltak hajlandók belépni a termelőszövetkezetekbe.